# Casa William B. Cronyn
La casa William B. Cronyn, también conocida como la casa de 271 Ninth Street, es una casa histórica en el vecinadrio de Park Slope del distrito de Brooklyn en Nueva York (Estados Unidos). Fue construida en 1856 y es una vivienda de estilo Segundo Imperio de tres pisos con un techo abuhardillado cubierto de pizarra. El techo tiene crestería de hierro ornamental y una cúpula central de medio piso con claristorio. En 1888, Charles M. Higgins (1854-1929) adquirió el edificio para usarlo como la fábrica de tintas de India estadounidense de Higgins y, en 1899, agregó una extensión a la fábrica en 240 Eighth Street. Fue incluida en el Registro Nacional de Lugares Históricos en 1982.